# 일곱 번째 희생자
일곱 번째 희생자(The Seventh Victim)는 미국에서 제작된 마크 롭슨 감독의 1943년 드라마, 공포, 미스터리 영화이다. 톰 콘웨이 등이 주연으로 출연하였고 발 루튼 등이 제작에 참여하였다.

## 출연

### 주연
- 톰 콘웨이
- 진 브룩스

### 조연
- 이사벨 주얼
- 킴 헌터
- 에블린 브렌트
- 이포드 게이지
- 벤 바드
- 휴 보몬트

## 제작진
- 의상: 레니